# کینگزلند (ایندیانا)
کینگزلند (به انگلیسی: Kingsland) یک منطقهٔ مسکونی در ایالات متحده آمریکا است که در Jefferson Township واقع شده‌است. کینگزلند ۲۶۱ متر بالاتر از سطح دریا واقع شده‌است.